# Kaspická nížina

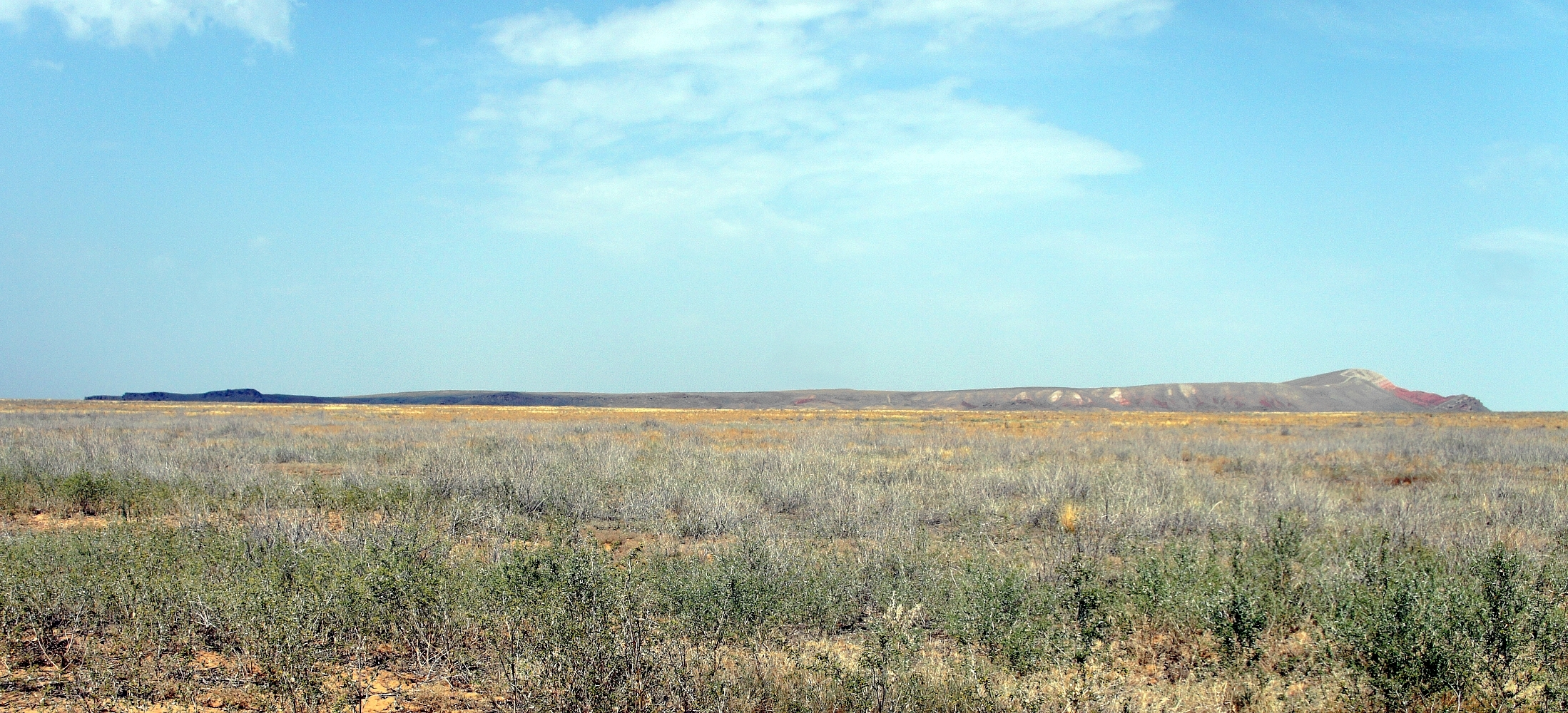
Krajina u jezera Baskunčak, v pozadí Velké Bogdo

Kaspická nížina (rusky Прикаспи́йская ни́зменность, kazašsky Каспий маңы ойпаты) je nížina podkovovitého tvaru lemující severní pobřeží Kaspického moře, která je pozůstatkem třetihorního moře Paratethys. Ohraničují ji Jergeni, Povolžská vrchovina, Obščij Syrt, Mugodžary a plošina Usť-jurt, je rozdělena mezi Rusko a Kazachstán, má rozlohu okolo 200 000 km². Protékají jí řeky Kuma, Volha, Ural a Emba, vede tudy předpokládaná hranice mezi Evropou a Asií. Většina území leží pod hladinou světového oceánu, Karagijská proláklina je s –132 m n. m. nejnižším místem Kazachstánu i celého bývalého Sovětského svazu. Nejvyšším bodem je Velké Bogdo (150 m n. m.).
Podnebí je kontinentální, srážky činí 300 mm ročně; nížinu vyplňují četné bažiny a slaná jezera (Baskunčak, Elton, Inder, Aralsor), východně od volžské delty se nachází poušť Ryn. Těží se ropa a zemní plyn, provozuje se pastevectví, v údolích řek a na zavlažovaných polích se pěstují melouny. Vegetací je step až polopoušť, porostlá převážně pelyňkem a slanomilnými rostlinami z čeledi laskavcovitých, původní faunu tvoří sajga tatarská, korsak, tarbík huňatý a křeček polní. Roku 1919 byla nedaleko města Astrachaň zřízena Astrachaňská rezervace.